# Charles Beasley
Charles P. Beasley (ur. 23 sierpnia 1945 w Shawnee, zm. 11 kwietnia 2015 w McKinney) – amerykański koszykarz, występujący na pozycjach rzucającego obrońcy lub niskiego skrzydłowego.

## Osiągnięcia
Na podstawie, o ile nie zaznaczono inaczej.
NCAA
- Uczestnik rozgrywek:
  - Elite 8 turnieju NCAA (1967)
  - Sweet 16 turnieju NCAA (1965–1967)
- Mistrz sezonu regularnego konferencji Southwest (SWC – 1965–1967)
- Zaliczony do I składu SWC (1966, 1967)

ABA
- Lider ABA w skuteczności rzutów wolnych (87,2% – 1968)[2]